# Wacław Zembrzuski
Wacław Zembrzuski (ur. 2 marca 1912 w Gołębiu, zm. 1976) – polski pedagog, nauczyciel i filozof. Razem z żoną jest patronem XI Liceum Ogólnokształcącego w Poznaniu.

## Życiorys
Absolwent Seminarium Nauczycielskiego w Dziadowie. Uczył się zawodu pedagoga do wybuchu II wojny światowej. Na jej początku został zmobilizowany do Armii Pomorze, gdzie brał czynny udział w walkach. Pojmany podczas wojny trafił do Niemiec, gdzie spędził resztę okupacji niemieckiej. W obozach jenieckich prowadził tajne nauczanie. Stworzył na początku 1945 roku Szkołę Powszechną w Northeim. Poznał tam więźniarkę polityczną – Jadwigę Sobczak, którą poślubił.
Po zakończeniu wojny wrócił do Polski w czerwcu 1945 roku i podjął pracę w Poznaniu, w Szkole Podstawowej nr 6, a następnie w III Liceum Ogólnokształcącym im. Marcina Kasprzaka. W liceum od roku 1952 pełnił funkcję dyrektora tej placówki. W międzyczasie ukończył pedagogikę na Uniwersytecie im. Adama Mickiewicza w Poznaniu, uzyskując tym samym kwalifikacje z zakresu nauczania pedagogiki i propedeutyki filozofii. W roku 1969 przeszedł na rentę inwalidzką.
Był organizatorem Uniwersytetu Powszechnego dla dzieci i rodziców. W uznaniu zasług odznaczony został Krzyżem Kawalerskim Orderu Odrodzenia Polski.
Od 1991 roku Wacław i Jadwiga Zembrzuscy są patronami jednego z poznańskich liceów – XI Liceum Ogólnokształcącego.